# برج دلو
بُرج دلو (dalv)، دول یا آبریز (♒)، (به انگلیسی: Aquarius) یازدهمین برج فلکی از دایرةالبروج است.
دَلْو، یازدهمین برج (خانهٔ) خورشید، قوسی ۳۰ درجه از دایرةالبروج است. این برج خط سیر خورشید در بهمن ماه به مدت ۲۹روز و ۱۴ساعت و ۰۸دقیقه و نام دیگر این ماه در گاهشماری خورشیدی نیز هست. میانگین شبانه‌روز لحظه تحویل برج دلو ساعت ۱۶:۴۴ روز ۳۰ دی است.
دو هزار سال پیش این برج، بیشتر از زمینه صورت فلکی دلو (آبریز) می‌گذشت و به همین نام باقی ماند؛ ولی امروزه مقداری از زمینه صورت فلکی قوس (کمان) و بیشتر آن از زمینه صورت فلکی جدی (بزغاله) می‌گذرد.
کلمهٔ دلو به معنی ریزندهٔ آب است.
معادل فارسی میانه دلو، دُل(dol) می‌باشد به‌معنی ظرف آبکشی از چاه که در واژه دولاب نیز بازمانده‌است. با تلفظ «دول» در بعضی گویش‌های محلی جنوب ایران مانند گویش دشتی و قسمت‌هایی از خراسان رضوی همانند کاشمر و بردسکن و همچنین در زبان سنگسری در شهرستان مهدی‌شهر و شهرکلاته رودبار و دیباج (چهارده سابق) استان سمنان هنوز کاربرد دارد. واژه دولچه (نوعی وسیله برای آشامیدن آب) هنوز در بین اهالی فارس و کرمان از جمله کازرون و شهربابک رایج است. سیاره اورانوس در اختربینی به عنوان سیاره برج دلو محسوب می‌شود. در میان لک زبانان هم به ظرف آبکشی از چاه دلو گفته می‌شود.

## منابع

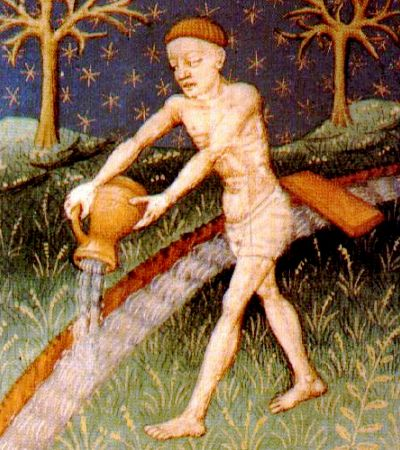
دلو